# Награде Битефа
БИТЕФ (Београдски интернационални театарски фестивал) је манифестација такмичарског карактера на којој се додељује више награда:

## Гран при „Мира Траиловић”
Додељује се најбољој представи и ту награду додељује петочлани стручни жири.
На 40. Битефу (2006) награђена је представа „Галеб”, у извођењу ансамбла Театра „Кретакор” из Будимпеште. У образложењу је речено да је ово највише признање додељено „за поставку и изузетну редитељско-глумачку креацију која проналази кључ за највећу литерарну енигму 20. века и потврђује Чехова као нашег савременика”.
- 47. Битеф 2013. године - представа Зоран Ђинђић у продукцији Атељеа 212 и режији Оливера Фрљића.[2]
- 52. Битеф — за представу „Заоставштина, комади без људи” у продукцији позоришта „Види” из Лозане и концепту групе „Римини протокол” (Штефан Кеги, Доминик Ибер)[3]
- 53. Битеф 2019. године — Себастијан Хорват за представу „Али: страх једе душу” у продукцији Словенског народног гледалишча Драма, Љубљана[4]
- 54-55. Битеф 2021. године — „Опчинио сам те“ у режији Ехсана Хемата и „Цемент Београд“ у режији Себастијана Хорвата.[5]

## Специјална награда
Додељује се за специјални допринос позоришној уметности. Као и у претходном случају, ову награду додељује жири.
Године 2006, ова награда је припала представи „Само изгледа да сам мртав” позоришта Хотел Про Форма из Копенхагена (Данска) „за виртуозно и префињено сценско обликовање музичког садржаја“.
- 47. Битеф 2013. године - представа „55+“ Борута Шепаровића у продукцији Монтажстрој театра из Загреба.[2]
- 53. Битеф 2019. године — представа „Неморалне приче – 1. део: Кућа мајка” Фије Менар и Жан Клод Божола, у извођењу компаније Нон Нова из Нанта.[4]

## Награда публике
Ова награда се додељује на основу анкете коју организатор спроводи међу гледаоцима по завршетку програма.
На 40. Битефу највишу оцену је добила представа „Језик зидова” Форума за нови плес Балета Српског народног позоришта из Новог Сада, на другом месту је била представа „Балет за живот” Мориса Бежара у извођењу Бежар балета из Лозане, а на трећем „Циркус Историја” у режији Соње Вукићевић.

## „Политикина” награда за најбољу режију
Додељује се од 10. Битефа 1977. године.
- 10. Битеф 1977. године — Пина Бауш, за представу „Плавобради”
- 52. Битеф 2018. године — Штефан Кеги за представу „Заоставштина, комади без људи”, групе „Римини Протокол”
- 53. Битеф 2019. године — Себастијан Хорват за представу „Али: страх једе душу” у продукцији Словенског народног гледалишча Драма, Љубљана[4]